# Scolophyllum
Scolophyllum là một chi thực vật có hoa thuộc họ Linderniaceae.
Chi này là các loài cây thân thảo lâu năm có căn hành, có lẽ có quan hệ họ hàng gần với chi Bonnaya, khác nhau ở chỗ lá có răng cưa hoặc xẻ lông chim sâu với răng dạng gai nhọn, nói chung chỉ có gân giữa nổi rõ; ống tràng thuôn dài khoảng 15 mm và hơi cong, các nhị vô sinh (nhị lép) hình vú hay tù ở đỉnh. Hạt có các hốc nhỏ thuôn tròn trên bề mặt.

## Phân bố
Các loài trong chi này là bản địa khu vực Campuchia, Lào, Thái Lan và Việt Nam.

## Các loài
- Scolophyllum ilicifolium (Bonati) T.Yamaz., 1978: Campuchia, Lào, Thái Lan và Việt Nam. Tại Việt Nam có tại khu vực Huế, được gọi là gai diệp ô rô.
- Scolophyllum longitubum T.Yamaz. & Chuakul, 1999: Đặc hữu Thái Lan.
- Scolophyllum spinifidum (Kerr ex Barnett) T.Yamaz., 1978: Đặc hữu Thái Lan.